# Léon Lannoy
Léon Auguste Lannoy (* 10. November 1889 in Guemps; † 29. August 1914 in Laigny) war ein französischer Radrennfahrer.

## Sportliche Laufbahn
Lannoy war im Straßenradsport aktiv. Von 1909 bis 1912 war er Unabhängiger und Berufsfahrer. 1910 gewann er das Eintagesrennen Paris–Calais. Zweimal startete er in der Tour de France. 1909 und 1910 war er aus der Rundfahrt ausgeschieden.
Lannoy wurde im Ersten Weltkrieg am 29. August 1914 in Laigny während der Schlacht von Guise getötet.